# Cantone di Bollène
Il Cantone di Bollène è una divisione amministrativa dell'arrondissement di Avignone.
A seguito della riforma complessiva dei cantoni del 2014 è passato da 7 a 9 comuni.

## Composizione
Prima della riforma del 2014 comprendeva i comuni di:
- Bollène
- Lagarde-Paréol
- Lamotte-du-Rhône
- Lapalud
- Mondragon
- Mornas
- Sainte-Cécile-les-Vignes

Dal 2015 comprende i comuni di:
- Bollène
- Lagarde-Paréol
- Lamotte-du-Rhône
- Lapalud
- Mondragon
- Mornas
- Sainte-Cécile-les-Vignes
- Sérignan-du-Comtat
- Uchaux